# Lorenzo Carcaterra
Lorenzo Carcaterra, né le 16 octobre 1954 à Hell's Kitchen, un quartier new-yorkais, est un écrivain, journaliste et scénariste américain.

## Biographie
Après une enfance difficile dans un quartier défavorisé de New York, il devient journaliste au New York Daily News. Il est ensuite consultant de Cop Talk, une émission de la télévision américaine consacrée à la police, puis il rédige des histoires sur des policiers, inspirées de faits réels, pour la série télévisée documentaire américaine Top Cops.
Un père indigne (A Safe Place, 1993) est un ouvrage autobiographique qui évoque son enfance auprès d'un père abusif dont il découvre le passé d'assassin de sa première femme et d'ancien détenu. Sleepers (1995) s'inspire lui aussi de douloureux souvenirs de jeunesse. Avec Les Apaches (Apaches, 1997), il abandonne le récit autobiographique pour raconter les exploits de policiers d'exception, alors que Gangster (2001) suit le parcours d'un fils de paysans napolitains qui, recueilli par un gang de truands de New York, devient un important caïd de la pègre.  

## Œuvre

### Romans

#### SérieTank Rizzo
- Tin Badges (2019)
- Payback (2020)

#### SérieNonna Maria
- Nonna Maria and the Case of the Missing Bride (2022)
- Nonna Maria and the Case of the Stolen Necklace (2023)

#### Autres romans
- Apaches (1997) Publié en français sous le titre Les Apaches, Paris, Presses de la Cité, 1998  (ISBN 2-258-04933-4)
- Gangster (2001) Publié en français sous le titre Gangster, Paris, Presses de la Cité, 2002  (ISBN 2-258-05764-7) ; réédition, Paris, Presses Pocket no 11795, 2005  (ISBN 2-266-12815-9)
- Street Boys (2002) Publié en français sous le titre Les Enfants de la guerre, Paris, Presses de la Cité, 2004  (ISBN 2-258-06220-9)
- Paradise City (2004)
- Chasers (2007)
- Midnight Angels (2010)
- The Wolf (2014)

### Récits autobiographiques
- A Safe Place (1993) Publié en français sous le titre Un père indigne, Paris, Presses de la Cité, 1994  (ISBN 2-258-03860-X)
- Sleepers (1995). Bien qu'il y ait beaucoup de débats sur la fictionalité de cette œuvre, ce roman est toujours classé comme non-fiction par la Bibliothèque du Congrès[2]. Publié en français sous le titre Sleepers, Paris, Presses de la Cité, 1996  (ISBN 2-258-04123-6) ; réédition, Paris, Presses Pocket no 4488, 1996  (ISBN 2-266-07128-9)

## Adaptation cinématographique
- 1996 : Sleepers, film américain réalisé par Barry Levinson, d'après le récit autobiographique éponyme, avec Kevin Bacon, Robert De Niro, Dustin Hoffman, Jason Patric et Brad Pitt

## Sources
: document utilisé comme source pour la rédaction de cet article.
- Claude Mesplède (dir.), Dictionnaire des littératures policières, vol. 1 : A - I, Nantes, Joseph K, coll. « Temps noir », 2007, 1054 p. (ISBN 978-2-910-68644-4, OCLC 315873251), p. 356-357